# مارتينا (إمبراطورة)
مارتينا  (توفيت بعد 641) كان ثاني زوجة امبراطورة في الإمبراطورية البيزنطية عن طريق الزواج من هرقل، وحكمت في 641 مع ابنها. كانت ابنة ماريا، أخت هرقل، وسيرتن مارتينوس. كانت ماريا وهرقل كانوا من أبناء هرقل الأكبر وزوجته أبيفانيا وفقا لسجل تيوفان المعرف.

## روابط خارجية
- An article on Martina by Lynda Garland
- Cawley، Charles، Her profile، Medieval Lands database، Foundation for Medieval Genealogy {{استشهاد}}: يحتوي الاستشهاد على وسيط غير معروف وفارغs: |HIDE_PARAMETER6=، |HIDE_PARAMETER1=، |HIDE_PARAMETER4=، |HIDE_PARAMETER7=، و|HIDE_PARAMETER5= (مساعدة)

| الألقاب الملكية                                 | الألقاب الملكية                                             | الألقاب الملكية |
| ----------------------------------------------- | ----------------------------------------------------------- | --------------- |
| سبقها فابيا إودوكيا                             | Byzantine Empress consort حوالي 613–641                     | تبعها Gregoria  |
| تبعها Ino Anastasia كـ الأرملة الإمبراطورة الأم | الإمبراطورة-الأم للإمبراطورية البيزنطية فبراير – سبتمبر 641 | تبعها Gregoria  |